# Elattoneura nigerrima
Elattoneura nigerrima – gatunek ważki z rodziny pióronogowatych (Platycnemididae). Występuje na terenie zachodnich Indii. Brak stwierdzeń od lat 30. XX wieku; IUCN klasyfikuje go jako gatunek niedostatecznie rozpoznany (DD).